# Piotr Tarnowski
Piotr Tarnowski (ur. 10 lutego 1968 w Warszawie) – polski pedagog i urzędnik państwowy. Od 2007 dyrektor Muzeum Stutthof w Sztutowie.

## Życiorys
Absolwent Akademii Pedagogiki Specjalnej w Warszawie. Pracował jako nauczyciel i wychowawca w szkole podstawowej oraz pogotowiu opiekuńczym. Następnie w Kancelarii Prezesa Rady Ministrów. Od roku 2001 w Ministerstwie Kultury i Dziedzictwa Narodowego, ostatnio jako Naczelnik Wydziału do Spraw Upamiętniania i Archiwów. Zajmował się przede wszystkim obszarem państwowych muzeów martyrologicznych, prowadził sprawy grobów i cmentarzy wojennych, pomników zagłady i ich stref ochronnych. Na tym tle współpracował z Biurem Rady Ochrony Pamięci Walk i Męczeństwa, Polskim Komitetem do Spraw UNESCO, Krajowym Ośrodkiem Badań i Dokumentacji Zabytków, Żydowskim Instytutem Historycznym oraz samorządami lokalnymi. Współpracował także z licznymi stowarzyszeniami byłych więźniów i fundacjami działającymi na rzecz upamiętniania.
Instruktor Związku Harcerstwa Rzeczypospolitej, działacz Stowarzyszenia „Wspólnota Polska”.
W październiku 2007 r. powołany przez Ministra Kultury i Dziedzictwa Narodowego na stanowisko dyrektora Muzeum Stutthof w Sztutowie. Działa także w oddziale pomorskim Stowarzyszenia Muzealników Polskich. W latach 2018–2024 był powołany w skład Rady do Spraw Muzeów. Jest także członkiem rady Centralnego Muzeum Jeńców Wojennych (od 2016), Muzeum Sił Powietrznych w Dęblinie (od 2018), oraz Muzeum Martyrologicznego w Żabikowie (od 2020). Także w 2018 roku wszedł w skład Rady Programowej Biura Programu "Niepodległa".

## Odznaczenia
9 maja 2009 r. Piotr Tarnowski został odznaczony Medalem „Pro Memoria”, a 30 listopada 2015 r. srebrną Odznaką za zasługi w pracy penitencjarnej. 9 marca 2017 r. otrzymał brązowy medal „Zasłużony Kulturze Gloria Artis”. 30 kwietnia 2020 został odznaczony Złotym Krzyżem Zasługi za zasługi w upowszechnianiu historii Polski. W 2024 roku otrzymał Brązowy Medal za Zasługi dla Policji